# Surreya diandra
Surreya diandra är en amarantväxtart som först beskrevs av Robert Brown, och fick sitt nu gällande namn av R. Masson och G. Kadereit. Surreya diandra ingår i släktet Surreya och familjen amarantväxter. Inga underarter finns listade i Catalogue of Life.